# Social Distortion
Social Distortion és un grup de Punk format el 1978 a Orange County, Califòrnia. Actualment, la banda està formada per: Mike Ness (cantant principal i guitarrista), Jonny "2 Bags" Wickersham (guitarrista i cors), Brent Harding (baixista) i Charlie Quintana (bateria). Durant la seva carrera han tocat amb grups com: Minor Threat, Black Flag, Dead Kennedys, Bad Religion, Bad Brains i molts més. Social Distortion és considerada un dels grups líders a l'explosió punk dels EUA.

## Biografia de la banda
Social Distortion es va formar el 1979. Mike Ness (guitarrista), Tom Corvin (veu principal), Mark Garrett (baixista) i Casey Roger (bateria), eren els components de la banda. Els altres membres deixar la banda per formar el grup The Adolescents; llavors entrà Dennis Danell al baix (quan va entrar però, no sabia tocar cap instrument, només anava al mateix col·legi que en Mike Ness). Amb només tres components van gravar les seves primeres cançons a l'abril de 1981 per Posh Boy Records (s'inclueixen al disc Mainliner). Mainliner (la cançó) va ser la primera gravació del grup, un 7".
A mitjans del 81 van entrar Brent Liles (baixista) i Derek O'Brien (Bateria). En aquest any van participar en el recopilatori de "B.Y.O. Records" Someone got their head kick in, aportant la cançó Mass Hysteria. Entre 1982 i 1983, treuen el seu primer disc Mommy's Little Monster per 13th Floor.
Van fer una gira per tot el país juntament amb Youth Brigade i en alguns llocs amb Minor Threat. D'aquesta gira es publica a "B.Y.O. Records" una pel·lícula titulada Another State of Mind. El 1983, Mike Ness i Dennis Danell van tenir problemes amb les drogues; pel que Brent i Derek van deixar la banda.
El 1985, i aparentment amb el problema de les drogues solucionat, es va "refer" la banda. S'hi van unir John Maurer (baixista) i Christopher Reece (bateria). El 1988 apareix el següent treball de la banda, Prision Bound, editat a "Sticky Fingers/Restless". En aquest disc abandonen el so punk que els caracteritzava per sonar més a rock dels 60-70.
El 1990 editaren el disc Social Distortion, a Epic(Sony); i van fer una gran gira amb Neil Young. El 1992 treuen Somewhere Between Heaven & Hell, també a Epic, i fan una gira amb "The Ramones". Després d'aquest disc, Christopher marxa del grup i és substituït per Chuck Biscuits. Fins al 1996 no treuen més discos, aquest any apareix el que, fins ara, ha estat el seu millor treball, White Light, White Heat, White Trash. El 1997 fan una gira al Vans Warper Tour i el 1998 graven el directe Live at the Roxy, els dies 7, 8 i 9 d'abril; en aquest disc hi ha els millors temes de la seva carrera.
A partir d'aquest moment la banda s'agafa unes "vacances" i Mike Ness edita dos discos en solitari: "Cheating at Solitaire" i "Under The Influences". En el primer, la majoria de les cançons estan compostes per Mike Ness i en el segon són versions de grups que l'havien influït. Al febrer del 2000 Dennis Danellmor per causes naturals (Dennis Danell 1961-2000).
El 6 de Maig es va celebrar un concert a benefici de la família Danell on van tocar grups com Pennywise, Offspring, T.S.O.L., X i, per descomptat, els Social Distortion.
Johnny "Two Bags" Wickersham entra al grup com a guitarrista, a omplir el forat que havia deixat Dennis Danell. Chuck Biscuits no torna en acabar aquestes "vacances", i en el lloc de la bateria hi entra Charlie Quintana.

## Discografia

### Àlbums
- Mommy's Little Monster (1983)
- Prison Bound (1988)
- Social Distortion (1990)
- Somewhere Between Heaven and Hell (1992)
- White Light, White Heat, White Trash (1996)
- Sex, Love and Rock 'n' Roll (2004)
- Hard Times and Nursery Rhymes (2011)

### Recopilacions gravacions en directe
- Mainliner: Wreckage From the Past (1995)
- Live at the Roxy (1998)
- Live in Orange County (2004)
- Greatest Hits (2007)

## Membres de la banda

### Membres Actuals
- Mike Ness - Vocal i guitarra (1978-actualitat)
- Johnny "Two Bags" Wickersham - Guitarra i cors (2000-actualitat)
- Charlie Quintana - Bateria (2000-actualitat)
- Brent Harding - Baix i cors (2005-actualitat)

#### Membres per dècades
1978 - 1980
- Mike Ness - Guitarrista (1978-1980)
- Tom Corvin – Veu principal (1978-1979)
- Mark Garrett - Baixista (1978)
- Rikk Agnew - Baixista (1978-1979)
- Casey Royer - Bateria (1978-1979)
- Dennis Danell - Baixista (1979-1981)

1980 - 1990
- Mike Ness – Veu principal i guitarrista (1978-actualitat)
- Brent Liles - Baixista (1980-1984)[a]
- Dennis Danell - Guitarrista (1981 - 2000)[b]
- Derek O'Brein - Bateria (1980-1984)
- Chris Reece - Bateria (1984-1993)
- John Maurer - Baixista (1984-2004)

1990 - 2000
- Mike Ness - Veu principal i guitarrista (1978-actualitat)
- Dennis Danell - Guitarrista (1984 - 2000)[c]
- John Maurer - Baixista (1984-2004)
- Randy Carr - Bateria (1993-1995)
- Chuck Biscuits - Bateria (1995-2000)

2000 - Actualitat
- Mike Ness - Veu principal i guitarrista (1978-actualitat)
- Charlie Quintana - Bateria (2000-actualitat)
- Johnny "Two Bags" Wickersham - Guitarrista (2000-actualitat)
- John Maurer - Baixista (1984-2004)
- Matt Freeman - Baixista (2004-2005)
- Brent Harding - Baixista (2005-actualitat)